# Nowy Dwór (województwo podlaskie)
Nowy Dwór – wieś (1578–1892 i 1919–1934 miasto) w Polsce położona w województwie podlaskim, w powiecie sokólskim, w gminie Nowy Dwór, nad Biebrzą. 

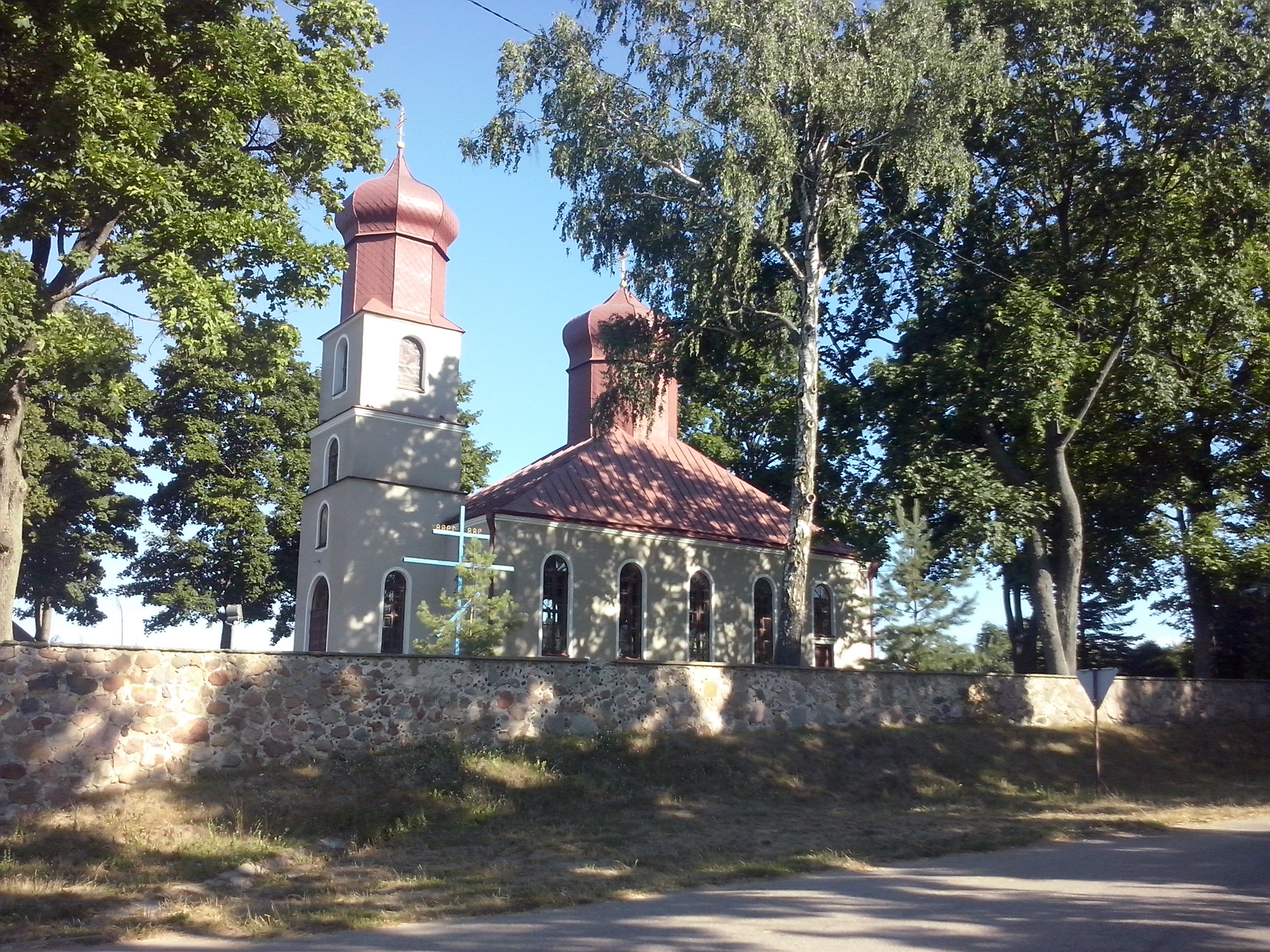
Cerkiew św. Mikołaja

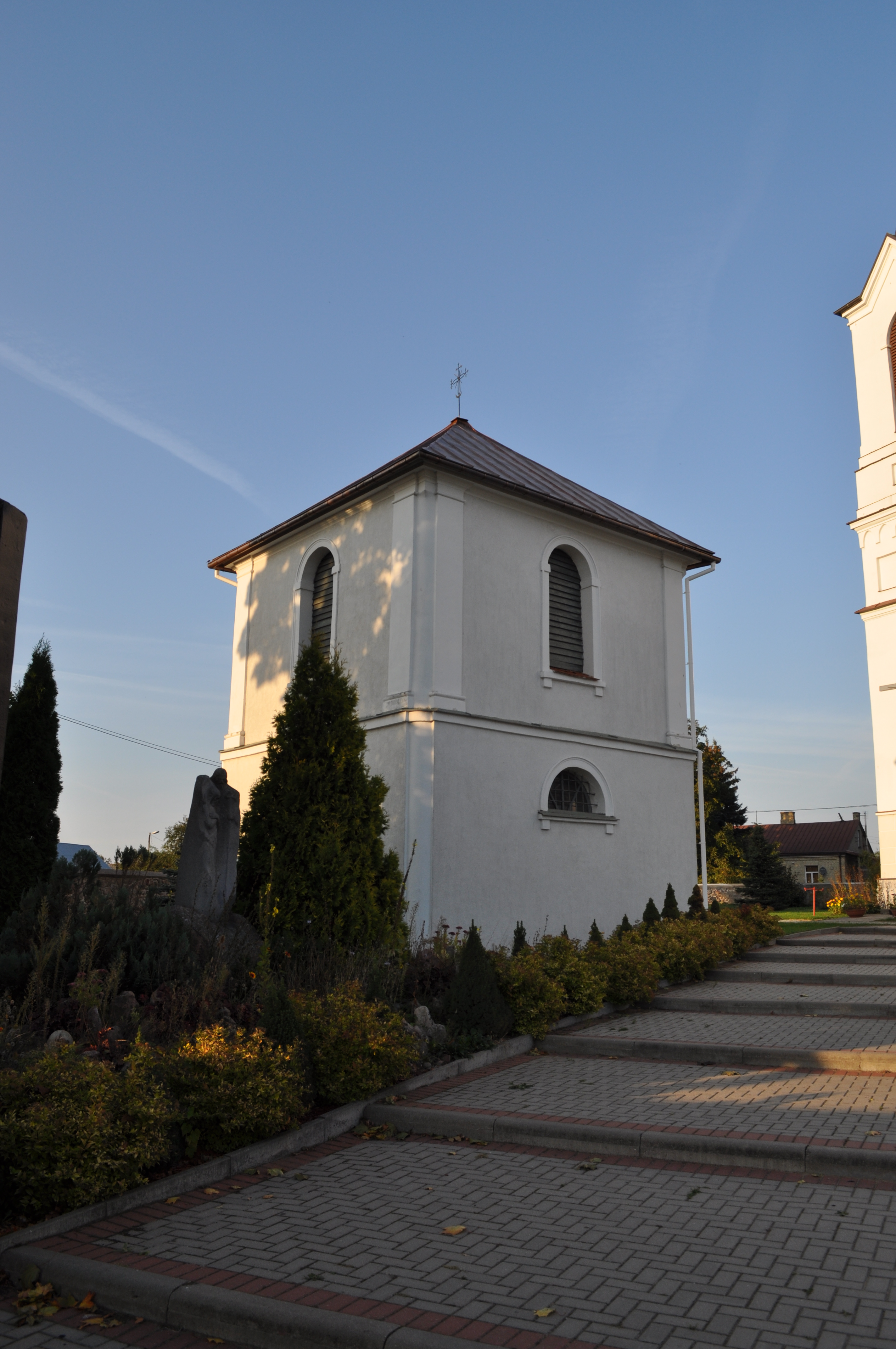
Dzwonnica przy kościele pw. św. Jana Chrzciciela w Nowym Dworze

## Opis miejscowości
Według stanu na 31 grudnia 2012 w miejscowości zamieszkiwało 625 osób. Miejscowość jest siedzibą gminy Nowy Dwór.
Nowy Dwór uzyskał lokację miejską w 1578 roku. Miasto królewskie ekonomii grodzieńskiej położone było w końcu XVIII wieku w powiecie grodzieńskim województwa trockiego.
11 czerwca 1892 utracił status miasto i został przeksztacłony w miasteczko. 13 października 1919 odzyskał status miasta; równocześnie włączono do niego pobliskie Ogrodniki. Zdegradowany do rzędu wsi 13 czerwca 1934 i przeksztacłony w gromadę w gminie Nowy Dwór.
W latach 1975–1998 miejscowość położona była w województwie białostockim.
Znajduje się tu urząd pocztowy, ośrodek zdrowia, OSP, szkoła podstawowa i gimnazjum.

## Historia
Nowy Dwór powstał w XVI wieku jako dwór hospodarski w wyniku kolonizacji puszczy między Biebrzą a Brzozową. Początkowo zwano go Białym Dworem, albo Nowym Miasteczkiem. W 1504 roku król Aleksander Jagiellończyk ufundował tu kościół pw. św. Jana Chrzciciela. Zadaniem tej miejscowości była obsługa skolonizowanej Puszczy Nowodworskiej. Od drugiej połowy XVI wieku w pobliżu lokalnej cerkwi prawosławnej funkcjonował cmentarz stelowy, który przetrwał do pierwszej połowy XIX wieku. Wiele szkieletów odkrytych na tym cmentarzu miało hipoplazję szkliwa, która sugeruje, że populacja była niedożywiona i żyła w złych warunkach. W 1578 roku Nowemu Dworowi przyznano prawa miejskie magdeburskie. W XVIII wieku miasto było siedzibą Sądu Powiatowego. W wyniku III rozbioru Polski tereny gminy dostały się pod panowanie Prus, po pokoju w Tylży w 1807 roku włączono je do Imperium Rosyjskiego. W 1934 roku Nowy Dwór utracił prawa miejskie.

## Kalendarium
- XVI w. – powstanie dworu hospodarskiego, tzn. własność wielkiego księcia litewskiego o nazwie Biały Dwór na terenie kolonizowanej puszczy
- 1504 – król Aleksander Jagiellończyk ufundował tu kościół
- XVI w. – miasto na prawie ruskim
- 1578 – prawa miejskie magdeburskie
- 1799 – siedziba sądu powiatowego
- XIX w. – Nowy Dwór słynął z targów koni i bydła
- 1934 – utrata praw miejskich.

## Zabytki
- rozplanowanie przestrzenne, 2 poł. XVI–XVII, nr rej.: 556 z 19.06.1986
- cmentarz rzymskokatolicki, nr rej.: 556 z 19.06.1986
- cmentarz prawosławny, nr rej.: 556 z 19.06.1986
- kościół parafialny pod wezwaniem św. Jana Chrzciciela, 1547, XVII–XIX, nr rej.: A-53 z 24.07.1995
- cmentarz przykościelny, nr rej.: A-53 z 24.07.1995
- dzwonnica, 1858, nr rej.: A-53 z 24.10.1966
- kaplica grobowa rodziny Eynarowiczów na cmentarzu parafialnym, 1903, nr rej.: A-236 z 3.06.2009[11][12].

## Inne obiekty
- parafialna cerkiew prawosławna św. Mikołaja, wybudowana w 1955 roku.